# Ergebnisse der Kommunalwahlen in Frankfurt (Oder)
- Linke: 10
- PARTEI: 2
- SPD: 5
- Grüne: 6
- BIS: 1
- BVB/FW: 2
- FDP: 2
- CDU: 9
- AfD: 9

In den folgenden Listen werden die Ergebnisse der Kommunalwahlen in Frankfurt (Oder) aufgelistet. Es werden die Ergebnisse der Wahlen zur Stadtverordnetenversammlung ab 1990 angegeben.

## Parteien
- AfD: Alternative für Deutschland
- B’90/Grüne: Bündnis 90/Die Grünen → Grüne
- CDU: Christlich Demokratische Union Deutschlands
- Die PARTEI: Partei für Arbeit, Rechtsstaat, Tierschutz, Elitenförderung und basisdemokratische Initiative
- DSU: Deutsche Soziale Union
- FDP: Freie Demokratische Partei
- Grüne: Bündnis 90/Die Grünen
  - 2019: Grüne/B’90 & Stadtentwicklung
- Linke: Die Linke
  - bis 2003: PDS
- NF: Neues Forum (FORUM Brandenburg)
- NPD Nationaldemokratische Partei Deutschlands
- PARTEI: Partei für Arbeit, Rechtsstaat, Tierschutz, Elitenförderung und basisdemokratische Initiative
- PDS: Partei des Demokratischen Sozialismus → Linke
- Piraten: Piratenpartei Deutschland
- Schill: Partei Rechtsstaatlicher Offensive
- SPD: Sozialdemokratische Partei Deutschlands

## Wählergruppen
- BB: BürgerBündnis
  - 2019: → BVB/FW
- BI StE: Bürgerinitiative Stadtentwicklung
  - seit 2014: → Grüne
- BI StU: Bürgerinitiative Stadtumbau
- BFB – Die Offensive: Bund freier Bürger – Offensive für Deutschland
- BVB/FW: Brandenburger Vereinigte Bürgerbewegungen/Freie Wähler
  - 2008: BVB/50 Plus
  - 2019: Freie Bürgerinitiative/Vereinigte Bürgerbewegungen/Freie Wähler
- FfF: Frauen für Frankfurt (Oder)

## Abkürzungen
- Sonst.: Sonstige
- Wbt.: Wahlbeteiligung

## Wahlen zur Stadtverordnetenversammlung
Stimmenanteile der Parteien in Prozent
| Jahr | Wbt. in % | Linke | CDU  | SPD  | Grüne | FDP | AfD  | BVB/FW | PARTEI | BI StU | BB     | FfF | NF  | Sonst. |
| ---- | --------- | ----- | ---- | ---- | ----- | --- | ---- | ------ | ------ | ------ | ------ | --- | --- | ------ |
| 1990 | 71,1      | 27,1  | 23,6 | 26,7 | 3,5   | 3,0 |      |        |        |        |        |     | 9,5 | 16,71  |
| 1993 | 50,5      | 33,9  | 16,2 | 27,6 | 7,2   | 3,0 |      |        |        |        | 7,7    | 4,2 |     | 0,2    |
| 1998 | 74,8      | 29,1  | 22,9 | 31,0 | 3,9   | 1,6 |      |        |        |        | 4,5    | 3,5 |     | 23,62  |
| 2003 | 38,2      | 33,9  | 27,0 | 15,0 | 3,0   | 6,1 |      |        |        |        | 7,6    | 3,5 |     | 33,83  |
| 2008 | 42,4      | 37,4  | 17,7 | 20,8 | 3,1   | 7,5 |      | 2,4    |        | 1,7    | 3,2    | 3,2 |     | 43,04  |
| 2014 | 40,5      | 30,5  | 23,6 | 18,7 | 6,2   | 2,0 | 11,6 |        | 0,3    | 2,9    | 2,5    |     |     | 51,75  |
| 2019 | 48,6      | 22,8  | 19,9 | 10,3 | 12,0  | 5,0 | 18,8 | 3,7    | 3,6    | 3,0    | BVB/FW |     |     | 61,06  |
| 2024 | 58,2      | 15,8  | 22,9 | 12,7 | 6,1   | 3,8 | 28,7 | 5,2    | 4,9    |        |        |     |     |        |

Sitzverteilung der Parteien, die mindestens bei einer Wahl mehr als zwei Sitze erhalten haben (ab 1993)
| Jahr | Gesamt | Linke | CDU | SPD | Grüne | FDP | AfD | BB     |
| ---- | ------ | ----- | --- | --- | ----- | --- | --- | ------ |
| 1993 | 46     | 16    | 7   | 13  | 3     | 1   |     | 4      |
| 1998 | 46     | 13    | 10  | 14  | 2     | 1   |     | 2      |
| 2003 | 46     | 16    | 12  | 7   | 1     | 3   |     | 3      |
| 2008 | 46     | 17    | 8   | 10  | 1     | 3   |     | 2      |
| 2014 | 46     | 14    | 11  | 9   | 3     | 1   | 5   | 1      |
| 2019 | 46     | 10    | 9   | 5   | 6     | 2   | 9   | BVB/FW |
| 2024 | 46     | 7     | 11  | 6   | 3     | 2   | 13  | BVB/FW |

Sitzverteilung der Parteien, die nie mehr als zwei Sitze erhalten haben (ab 1993)
| Jahr | BVB/FW | PARTEI | BI StU | Piraten | FfF | BI StE | Schill | NPD | BFB |
| ---- | ------ | ------ | ------ | ------- | --- | ------ | ------ | --- | --- |
| 1993 |        |        |        |         | 2   |        |        |     |     |
| 1998 |        |        |        |         | 2   |        |        | 1   | 1   |
| 2003 |        |        |        |         | 2   |        | 2      |     |     |
| 2008 | 1      |        | 1      |         | 2   | 1      |        |     |     |
| 2014 |        |        | 1      | 1       |     | Grüne  |        |     |     |
| 2019 | 2      | 2      | 1      |         |     | Grüne  |        |     |     |
| 2024 | 2      | 2      |        |         |     |        |        |     |     |
|      |        |        |        |         |     |        |        |     |     |

Fußnoten
1 1990: davon DSU: 2,1 %

2 1998: davon NPD: 1,7 %, BFB: 1,5 %

3 2003: Schill

4 2008: BIStE

5 2014: Piraten

5 2019: Piraten